# جيمس إف. كالفرت
جيمس إف. كالفرت (بالإنجليزية: James F. Calvert)‏ هو رجل غواصة وضابط أمريكي، ولد في 8 سبتمبر 1920 في كليفلاند في الولايات المتحدة، وتوفي في 3 يونيو 2009 في برين مار ‏ في الولايات المتحدة بسبب قصور القلب.